# Seconda battaglia di Stockach
La seconda battaglia di Stockach e Engen fu combattuta il 3 maggio 1800 tra l'esercito francese, sotto il comando Jean Victor Moreau, e l'esercito asburgico, guidato da Paul Kray. La battaglia avvenne nello stesso luogo in cui, un anno prima, il generale Jourdan registrò un'importante sconfitta contro le truppe austriache. Moreau, invece, ottenne un'incoraggiante vittoria contro l'esercito imperiale.

## Contesto storico
Nel 1799 le principali potenze europee si erano schierate contro la Francia con il comune obiettivo di rovesciare la repubblica e ripristinare il precedente regime monarchico. L'esercito austro-russo di Suvorov aveva trovato ampi successi in Italia mentre un secondo esercito asburgico era impegnato a monitorare il passaggio del Reno. La sconfitta di Suvorov in Svizzera ad opera di Massena e il fallimento dell'invasione dell'Olanda, unite alla scarsa collaborazione dei suoi alleati, avevano progressivamente convinto lo zar Paolo I a ritirare le proprie forze.

## Antefatti

### Il piano per l'Armata di Riserva

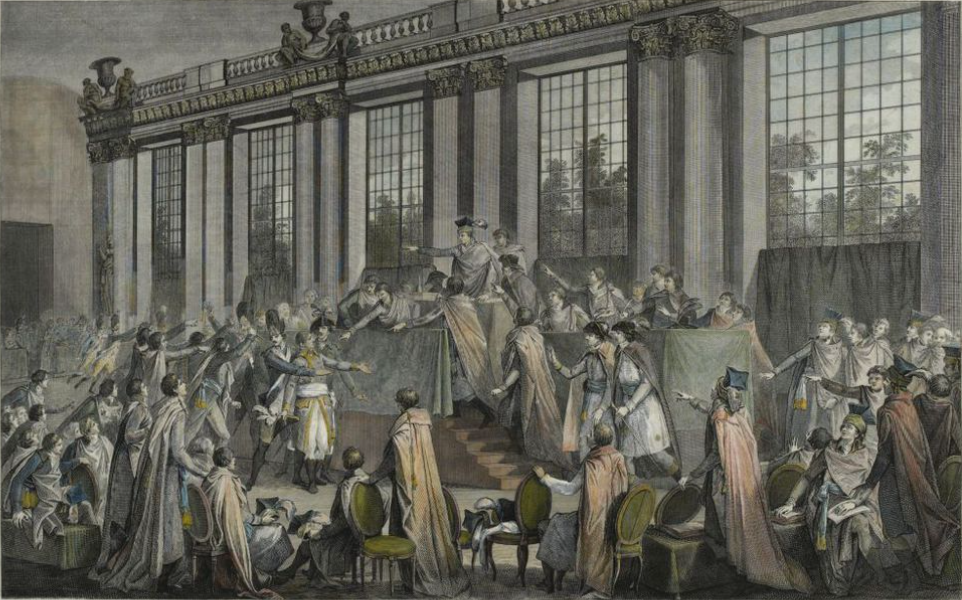
Colpo di stato del 18 brumaio

Dopo l'ascesa al potere politico, ottenuto grazie al colpo di Stato del 18 brumaio, Napoleone, da poco tornato dall'Egitto, doveva trovare il modo di ricompensare i suoi alleati e di stabilizzare il suo ruolo, in modo da evitare un nuovo rovesciamento, come frequentemente era accaduto negli ultimi anni. Al generale Moreau, che, nonostante le personali antipatie, aveva collaborato con Napoleone per la riuscita del colpo di stato, venne affidato il comando dell'Armata del Reno e del Danubio. Nel frattempo, Napoleone stava radunando a Digione una nuova armata, la cosiddetta Armata di Riserva, affidando la sua creazione al generale Berthier. Il Primo console aveva intenzione di guidare personalmente tale armata e di servirsene per sconfiggere gli austriaci e costringerli alla resa, cementando definitivamente la sua presa al potere e finalmente concludere la guerra, quando il suo appello alla diplomazia non aveva trovato alcun ascolto da parte dei suoi nemici.
Napoleone aveva ideato due possibili alternative: unire l'Armata di Riserva alle forze di Moreau e puntare direttamente a Vienna o calare alle spalle delle forze di von Melas attraversando le Alpi ed intrappolarli. Moreau si rifiutò categoricamente di seguire la prima strada: non avrebbe mai ceduto il comando del proprio esercito a Napoleone, semmai sarebbe stato lui a comandare il nuovo esercito. Non trovando la collaborazione del comandante delle armate settentrionali, Napoleone optò per la seconda scelta: attraversare le Alpi e colpire gli austriaci alle spalle.

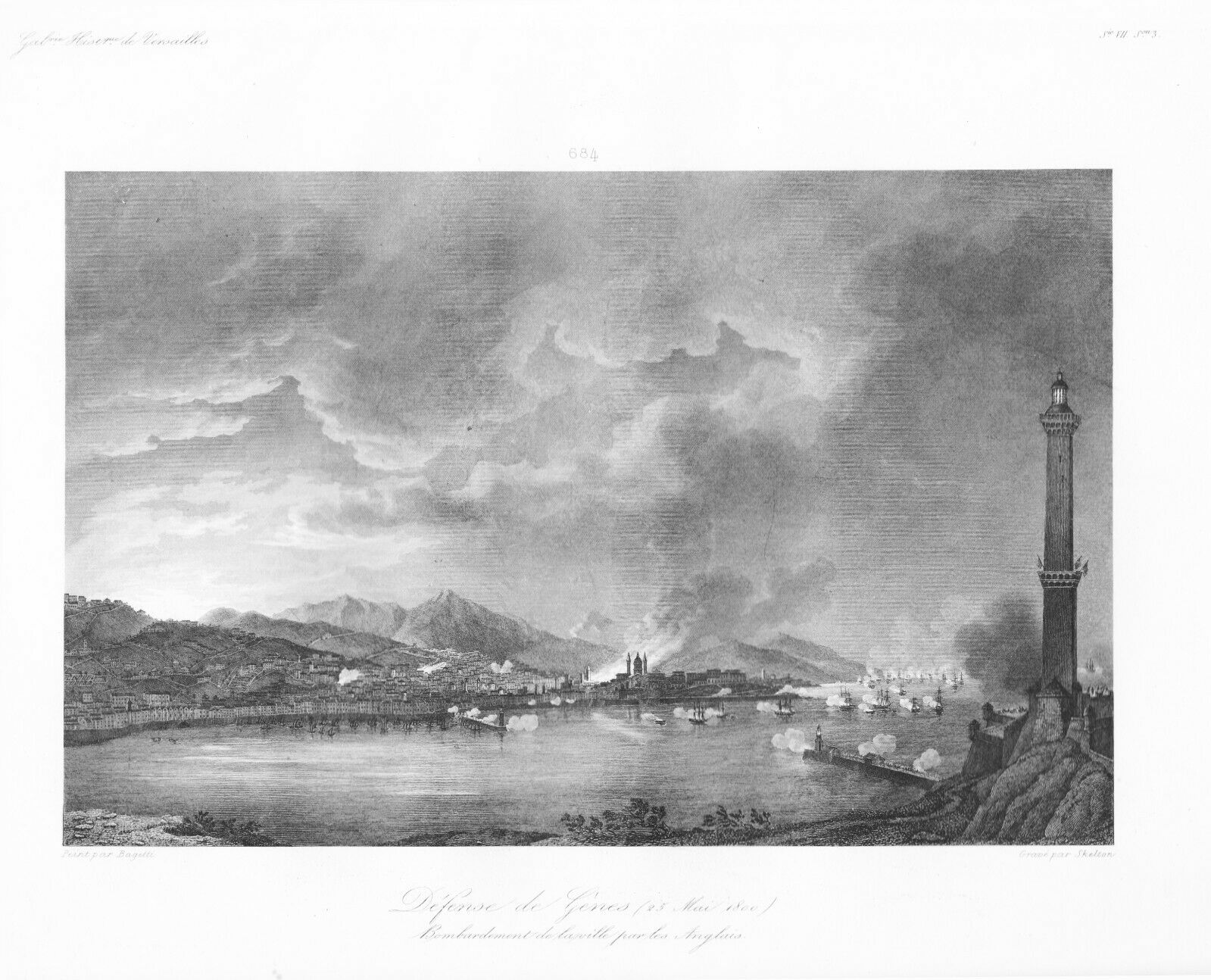
La flotta inglese bombarda Genova

A sconvolgere i piani del generale corso, fu l'imprevisto attacco austriaco all'Armata d'Italia di Massena: nel giro di due settimane, le forze francesi rimaste nel nord della penisola furono separate e il grosso dell'esercito fu costretto a rifugiarsi a Genova, dove avrebbe subito un lungo ed estenuante assedio in attesa dell'arrivo di rinforzi. Dall'altro lato, i pochi uomini sotto la guida di Suchet, avrebbero dovuto resistere alla pressione degli austriaci, nel frattempo giunti sino a Nizza, per evitare l'invasione della Francia meridionale ed il conseguente crollo della repubblica stessa.

### L'avanzata di Moreau in Germania
L'esercito francese si trovava sul Reno ed era organizzato in quattro corpi d'armata, ognuno a sua volta organizzato in divisioni: 
- l'ala destra (29000 uomini), comandata da Lecourbe, era composta dalle tre divisioni di Vandamme, Lorge e Montrichard. Si trovava tra Bad Ragaz e Laufenburg, nel distretto di Rheinthal;
- al centro, comandati da Saint-Cyr c'erano 30000uomini, distribuiti nelle divisioni di Barguey d'Hilliers, Ney e Thurrau. Erano posizionati di fronte a Breisach;
- la riserva (26000 uomini), gestita personalmente da Moreau, era suddivisa nei reparti di Delmas, Leclerc e Richepanse ed era posizionata a Basilea;
- la sinistra (18000 uomini), affidata da Saint-Suzanne, occupava la città di Strasburgo, di fronte a Kehl, ed era divisa tra Colaud, Souham, Legrand e Delaborde.

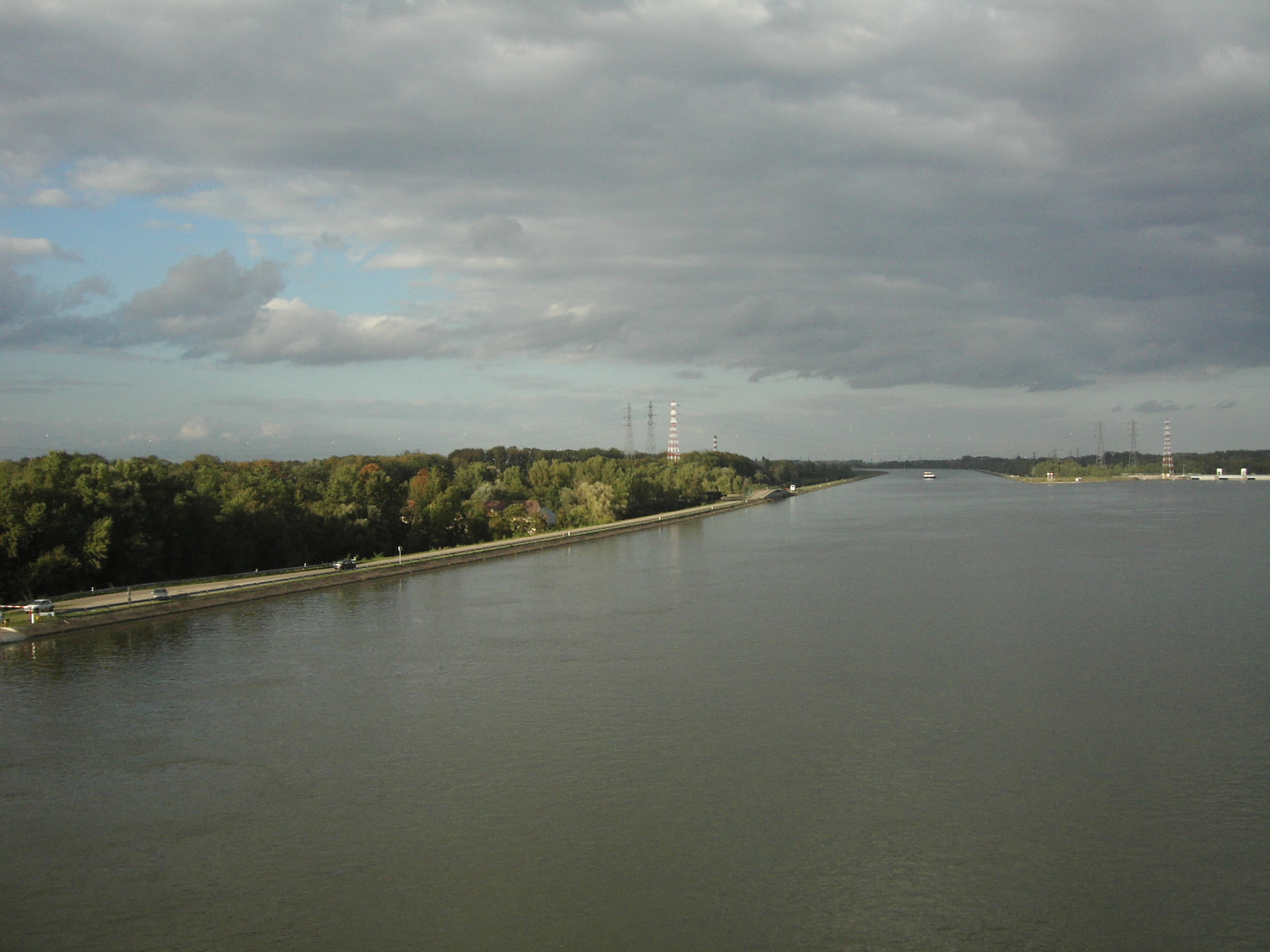
Reno nei pressi di Strasburgo

Queste forze erano affiancate da 13000 cavalli e 116 pezzi d'artiglieria. Il capo di stato maggiore di Moreau fu Desolles.
Per attuare il brillante piano di Bonaparte contro le forze austriache in Italia, era comunque necessario l'aiuto di Moreau: per massimizzare le proprie possibilità di successo, Napoleone doveva ridurre lo svantaggio numerico nei confronti dell'armata al comando di von Melas e per fare ciò aveva bisogno di prelevare circa 20000 uomini dall'esercito di Moreau e spostarli in Italia. Ovviamente, questo implicava direttamente che Moreau avrebbe prima dovuto affrontare e sconfiggere Kray, che nella primavera del 1800 aveva sostituito l'arciduca Carlo, in modo da garantire sufficiente stabilità nel fronte tedesco da poter permettere ai suoi uomini di dirigersi a sud senza che vi fossero conseguenze.

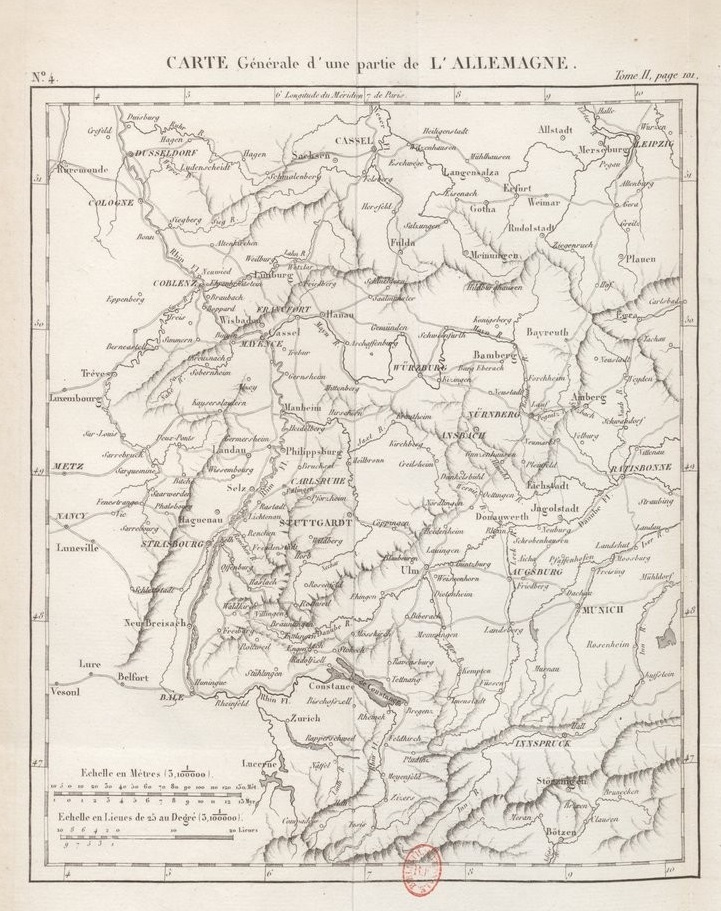
Mappa della regione

Napoleone, che voleva una rapida vittoria su Kray per portare avanti i suoi progetti per l'Armata di Riserva, tenuti meticolosamente segreti persino allo stesso Moreau, aveva proposto una manovra audace, che comprendeva la concentrazione dell'esercito del Reno in Svizzera ed un attraversamento del Reno a Sciaffusa per colpire le vie di comunicazione di Kray con Monaco di Baviera a Stockach, colpendo la sua ala sinistra, situata dietro alla Foresta Nera. La manovra, con opportune precauzioni sarebbe potuta essere nascosta agli occhi del nemico ed avrebbe portato alla distruzione, o comunque alla ritirata, dell'esercito imperiale. Moreau, per natura molto più prudente di Napoleone, espose i rischi di questa strategia, che lasciava completamente indifeso il Reno e che sarebbe fallita in caso di un movimento retrogrado dell'esercito austriaco. Nonostante le rassicurazioni di Bonaparte, Moreau rimase scettico e poco collaborativo. Propose al console un piano diverso, più lento ma sicuro, che avrebbe garantito la protezione del Reno ed avrebbe avuto ugualmente gli stessi risultati dell'altra manovra: 
1. Il centro e la sinistra avrebbero attraversato il Reno (a Breisach e Kehl rispettivamente) ed avrebbero attaccato il corpo di Kienmayer, ossia l'ala destra dell'esercito di Kray;
2. Kray, convinto di un attacco in quella direzione, avrebbe rafforzato Kienmayer;
3. Il centro e la sinistra si sarebbero immediatamente ritirati. Il primo avrebbe marciato lungo la sponda tedesca del Reno passando per Saint-Blasien e raggiunto Sciaffusa mentre il secondo avrebbe attraversato il Reno due volte, una a Kehl e l'altra a Breisach e preso la posizione originariamente occupata dal centro;
4. La riserva avrebbe attraversato a Basilea e si sarebbe diretta a Sciaffusa, dove avrebbe incontrato la destra e l'avrebbe aiutata ad attraversare;
5. Riunitesi le tre parti, anche la sinistra avrebbe raggiunto Sciaffusa, passando per Friburgo, Titisee-Neustadt e Loffingen;
6. L'esercito, riunito, avrebbe attaccato il fianco sinistro di Kray, forzandolo a ritirarsi in direzione di Ulma o Ratisbona

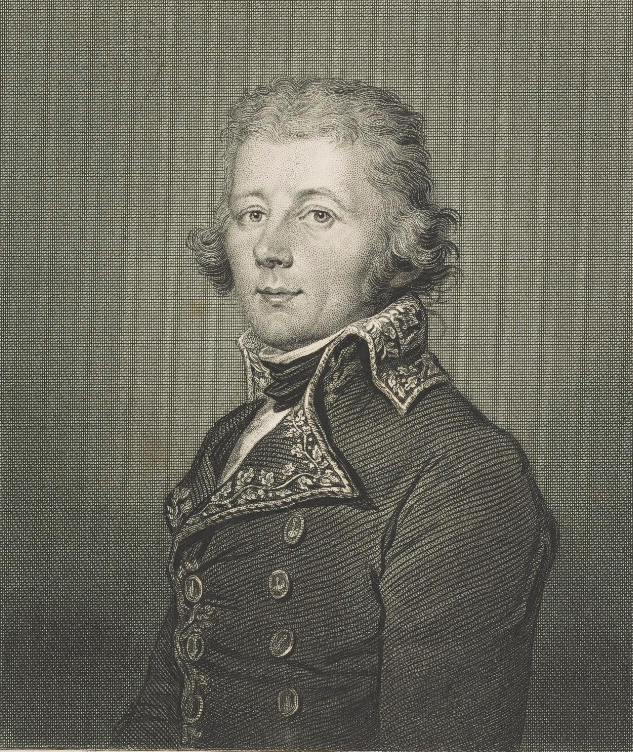
Jean Victor Moreau

La manovra di Moreau era molto più complicata di quella di Bonaparte, ma ugualmente valida. Napoleone, fiducioso di riuscire a convincere Moreau, convocò Desolles a Parigi ed illustrò a lui i vantaggi del proprio piano. Desolles, militare capace, comprese la superiorità del piano di Bonaparte rispetto a quello di Moreau, ma provò a convincere Napoleone a lasciar agire il comandante dell'Armata del Reno di testa propria. Non potendo fare a meno di un comandante abile come Moreau, l'unico altro generale capace di gestire una campagna autonomamente, accettò il piano proposto dal generale, seppur dimostrandosi in privato infastidito e seccato dal suo atteggiamento. La profonda rivalità tra i due condottieri si ritiene abbia avuto inizio da questo episodio. L'ostinazione di Moreau causò vari ritardi rispetto alle previsioni iniziali ma, finalmente, il 25 aprile la complicata manovra del generale francese ebbe inizio.

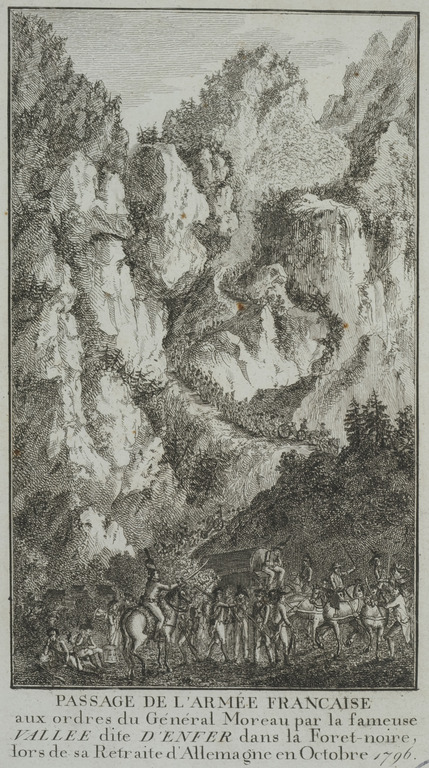
Passaggio dei francesi di Moreau nella Val d'Enfer nel 1796

Le forze di Moreau sulla sinistra attaccarono Kienmayer, cacciandole dagli avamposti nella Foresta Nera e forzandolo a trovare rifugio ad Offenburg. Lo stesso giorno si mosse il centro di Saint-Cyr, che attraversò a Breisach e colpì le forze di Gyulay, costringendole prima ad una strenua resistenza a Friburgo per poi scalzare e mandarle in fuga verso Neustadt. Da questi movimenti, Kray credette che Moreau volesse forzare la Höllental e la valle del Kintzig per raggiungere le sorgenti del Danubio e svoltare la gola del Kniebis. Quindi, rafforzò la propria ala destra. Il resto della manovra di Moreau procedette alla perfezione: Kray, non capendo dove muoversi, lasciò campo libero ai francesi, che ebbero il tempo di spostarsi seguendo il piano originariamente delineato dal loro comandante. Con l'eccezione della sinistra di Saint-Suzanne, l'intero corpo di Moreau aveva occupato nelle prime giornate di maggio le valli del Wutach, dell'Alb e del Wiese e puntava a Stockach, punto chiave per i rifornimenti di Kray. L'austriaco, che iniziava a comprendere la gravità della propria posizione, decise di affrontare Moreau a Stockach, per impedirgli di recidere le sue vie di comunicazione raggiungendo Ulma.

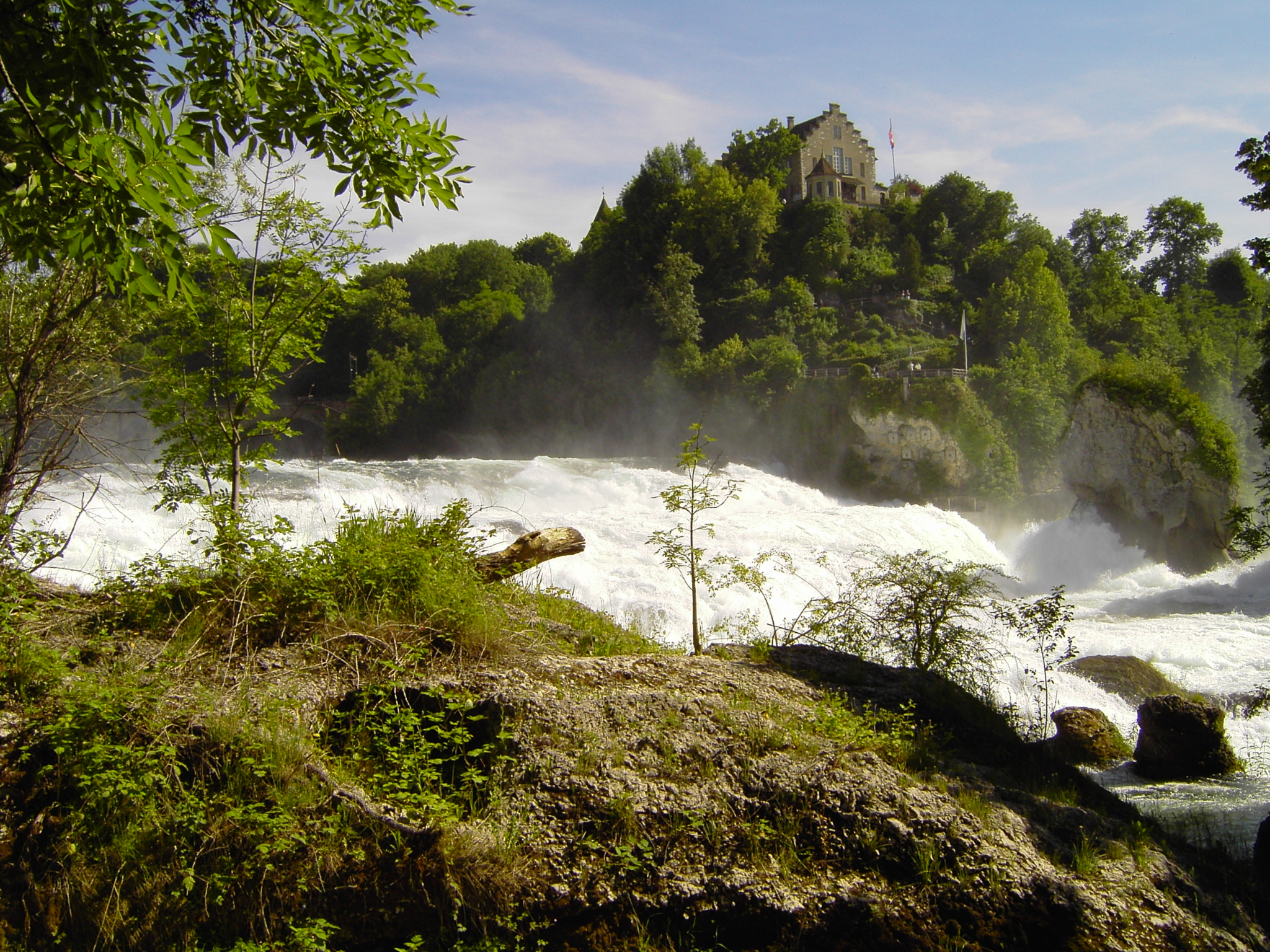
Cascate del Reno a Sciaffusa

Kray, mantenendo le sue prime impressioni, rafforzò Kienmayer sulla sua destra a 30000 uomini, e poiché lasciò ancora il principe Reuss nel Voralberg con altri 25000, gli rimasero solo 40000 uomini per difendersi dal generale francese, che ora avanzava verso di lui alla testa di 70000 uomini. Moreau impiegò il 29 e il 30 aprile per rettificare la sua linea. Saint-Suzanne aveva raggiunto la Höllental il 30 mentre Saint-Cyr era sceso dalla sua posizione su Stühlingen, da dove si era ritirato il generale Lindenau: Lecourbe aveva concordato con il generale in capo di rimanere pronto ad attraversare il Reno il 1º maggio. Di notte, quindi, concentrò tutto il suo corpo dietro Reichlingen, avendo raccolto lì venticinque imbarcazioni e piazzato trentaquattro pezzi di artiglieria in batteria per coprire il passaggio, ma Kray aveva ritirato le truppe da tra Sciaffusa e Costanza, e non c'era opposizione se non dagli avamposti del generale Kospoth e del principe di Lorena sulle rive del fiume. Le brigate Molitor e Vandamme di conseguenza attraversarono e occuparono immediatamente le strade che portavano a Engen e Stockach. La brigata Goulu attraversò a Paradis, vicino Sciaffusa, e incontrò una certa resistenza al villaggio di Busingen. Con pochissime interruzioni, quindi, le truppe francesi si fecero strada per operare un incrocio e, passando, catturarono il forte di Hohentweil sull'Aach, con il che si assicurarono un posto armato con trentasei cannoni, che proteggevano le comunicazioni dirette di Kray con il principe di Reuss.

## La battaglia

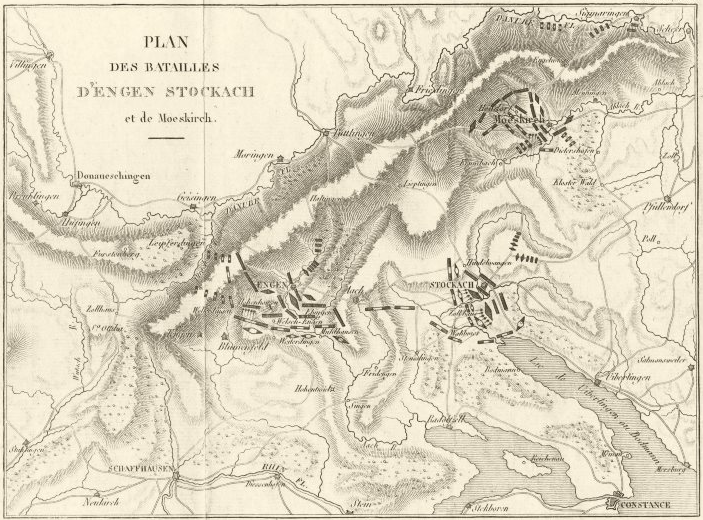
Schema della battaglia

Con i francesi giunti sulla sponda tedesca del Reno, era finalmente giunto il momento per gli austriaci di dimostrare il loro valore. Moreau non si rese conto che gli imperiali fossero già pronti a combattere: quando la mattina del 3 maggio Lecourbe ed i suoi uomini stavano avanzando, incontrarono un gruppo di 9000 uomini al comando del principe di Lorena. Gli imperiali si ritirarono immediatamente di fronte ai francesi in marcia. La brigata di Molitor, che era in viaggio tra Singen e Steuslingen, invece di seguirli, si gettò in una strada secondaria che conduceva da Neuzingen a Wahlwies, mentre Montrichard e Nansouty con un forte corpo di cavalleria, precedettero gli austriaci sulla strada per Ossingen. Gli imperiali, accerchiati da entrambe le parti, furono costretti a ritirarsi dietro Stockach ma i francesi li seguirono così rapidamente che in un istante furono tutti presi dal panico e dalla confusione, scappando precipitosamente verso Möskirch e lasciando dietro di sé 4000 uomini e 8 cannoni, assieme ai considerevoli magazzini che erano stati formati a Stockach.
La divisione Lorges, destinata a mantenere le comunicazioni tra Lecourbe e il generale in capo, marciò in colonna di brigate: quella di Goulu, liberando il terreno tra Engen e Stockach, arrivò a quest'ultimo luogo quando la lotta era già conclusa; l'altra, sotto lo stesso Lorges, si unì a Moreau. Nel frattempo, Kray arrivò a Engen con tutte le sue forze ma, desideroso di raccogliere la divisione del generale Gyulay e del principe Ferdinando, si fermò, inviando la divisione di Baillet a rafforzare Nauendorf, che era già impeganata a misurarsi con la divisione di Lorges a Weiterdingen. La divisione di Delmas si avvicinò per prestare soccorso alle forze di Lorges: gli austriaci di Nauendorf si trovarono in inferiorità numerica e si ritirarono su Welst-Engen, lasciando molti prigionieri dietro di sé.

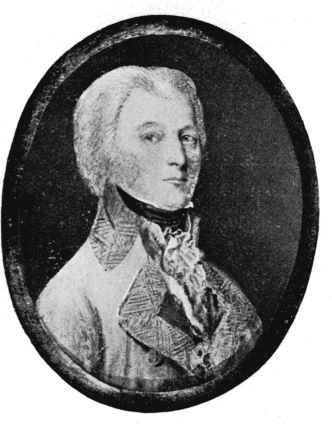
Paul Kray

Kray, informato di quanto successo ad Engen a mezzogiorno ed ignaro di ciò che era invece accaduto a Stockach, decise di supportare il suo luogotenente e fare resistenza mantenendo le posizioni già occupate. Moreau, consapevole dei vantaggi che aveva già ottenuto, mandò Delmas a prendere d'assalto un'altezza notevole dietro Welst-Engen, chiamata Hohenhöwen, e Nauendorf, costretto a rinunciare alla posizione, si ritirò di nuovo attraverso il fiume sottostante a Neuenhausen e Ghirgen.  Durante questo periodo si udirono sintomi di un duro scontro dall'altra parte di Engen, dove la divisione Richepanse aveva marciato da Blumenfeld, ma era stata trattenuta da Kray dall'avanzare oltre Wolterdingen, ed era stata quasi sopraffatta finché Baraguay d'Hilliers non arrivò in suo aiuto da Riedeschingen. Kray, sfruttando al massimo la geografia del terreno, sperò di schiacciare Richepanse e Baraguay d'Hilliers prima che Delmas potesse arrivare in loro aiuto e con l'idea di impedire questa giunzione chiese a Nauendorf di riprendere Welst-Engen.
Moreau, che vide l'esito incerto del combattimento e la necessità di un movimento energico prima del tramonto per ristabilirlo, fece avanzare i carabinieri di Bontems e la riserva di Nansouty e ordinò a Lorges di inviare cinque battaglioni e una brigata di carabinieri contro il villaggio di Eheigen. Bontems guidò coraggiosamente la sua cavalleria nonostante il fuoco di dodici cannoni in batteria e prese il villaggio; ma Nauendorf, portando la sua riserva di granatieri e tutta la sua cavalleria, respinse i repubblicani in grande disordine e con perdite considerevoli. Moreau inviò, in supporto, la divisione Bastoul e la cavalleria di Hautpoult, ma non riuscirono a riconquistare il terreno prima che la notte ponesse fine al combattimento. Parallelamente a ciò, Saint-Cyr, sostenuto da Ney, aveva combattuto per tutto il giorno contro l'arciduca Ferdinando sulla sinistra, a Leipfertingen, sulle rive del Wutach, che aveva resistito coraggiosamente a ogni attacco fino al tramonto, quando si era ritirato in buon ordine e si era avvicinato all'esercito principale a Stetten.

## Conseguenze

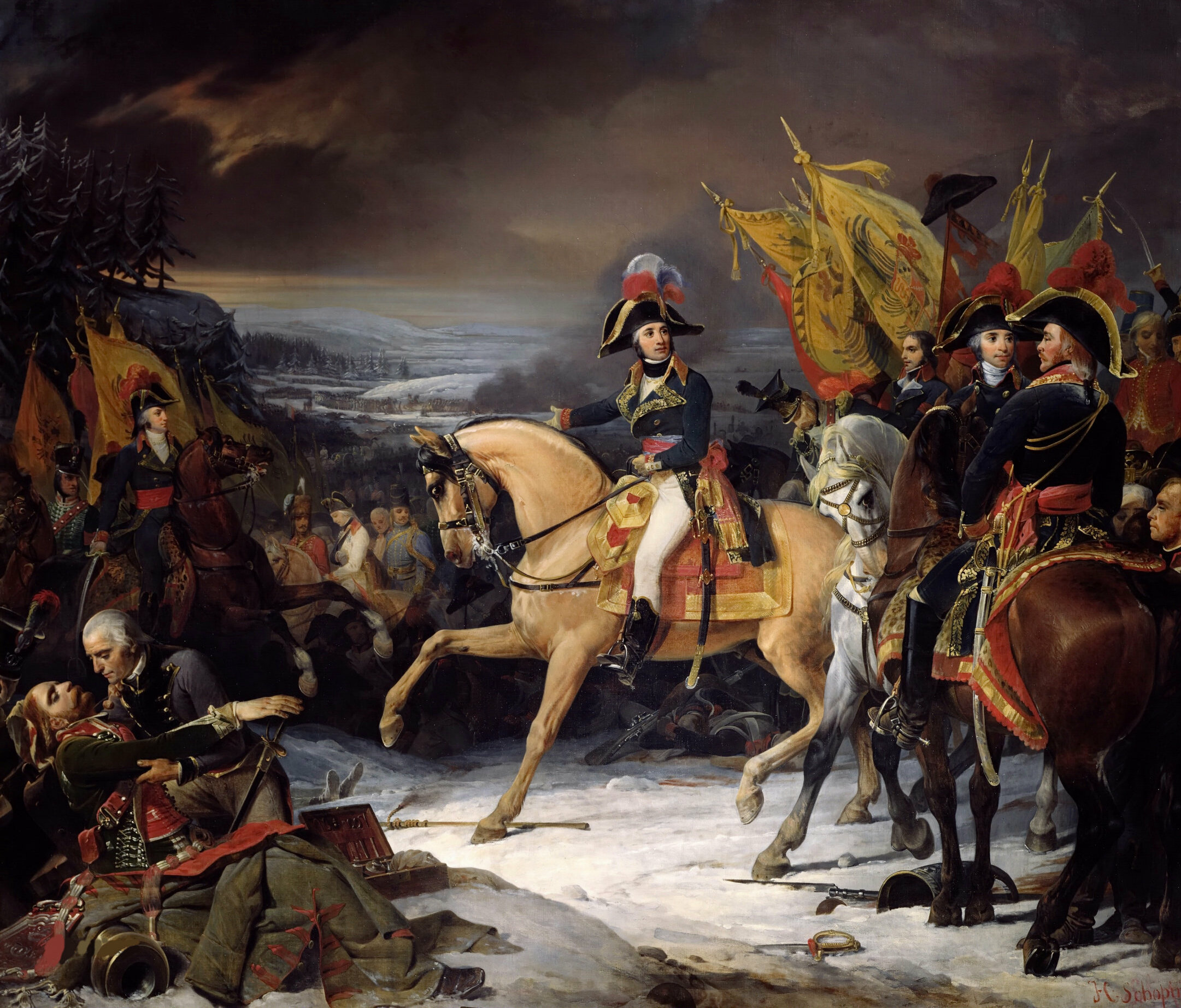
Moreau ad Hohenlinden, l'ultima battaglia della sua campagna in Germania

Calata la notte, entrambe le parti ricevettero ora informazioni su quanto era accaduto a Stockach, il che, da un lato incoraggiava i repubblicani a rinnovare l'attacco, dall'altro spronò Kray a ritirarsi. L'arciduca ricevette di conseguenza l'ordine di ripiegare nella notte su Tuttlingen e il resto dell'esercito su Liptingen e Möskirch. Gyulay, che era stato impegnato senza effetto su un fianco distante con la divisione Thurreau, raggiunse l'arciduca nella notte, nel frattempo rinforzato da 3000 o 4000 bavaresi sotto il generale Wrede, e prese posizione a Buchheim. Kray ora inviò ordini urgenti a Kienmayer e Sztarray di unirsi a lui, e decise di concentrare le sue forze per difendere la posizione che aveva ora assunto a Möskirch. Moreau decise, tuttavia, di anticipare questa congiunzione e di sfruttare al meglio i suoi attuali vantaggi attaccando gli imperiali prima che potessero ottenere i loro rinforzi.
Proseguendo sulla scia del successo iniziale, le forze repubblicane avanzarono ulteriormente sul suolo tedesco, ingaggiando gli austriaci altre due volte e riportando altrettante vittorie. A metà maggio, con l'esercito imperiale ben lontano dalla Svizzera, l'esercito di Napoleone poté muoversi tranquillamente per la sua campagna in Italia.